# زیتون تیمه
زیتون تیمه، روستایی در دهستان سید ناصرالدین بخش زرین‌آباد شهرستان دهلران در استان ایلام ایران است.

## جمعیت
بر پایه سرشماری عمومی نفوس و مسکن در سال ۱۳۹۵، جمعیت این روستا برابر با ۳۹ نفر (۱۲ خانوار) بوده‌است.